# Les Anticipateurs
Les Anticipateurs était un groupe de hip-hop canadien, originaire du Québec, composé de MC Tronel, MC Monak, DJ Riz-Boulet et Jean-Régis Lavoie (producteur du groupe). Le style des Anticipateurs était défini comme une satire du rap dit bling-bling et matérialiste mais aussi de l'indépendantisme québécois.
Dans leurs textes et leurs clips, les membres du groupe n'hésitaient pas à faire l'apologie de la drogue (la cocaïne en particulier), tout en citant des figures de la culture populaire québécoise telles que Pauline Marois, Grégory Charles ou Céline Dion. Ils ont provoqué de nombreuses polémiques pour leurs spectacles très sulfureux présentant des danseuses nues ainsi que pour leur propension à attaquer les autres rappeurs québécois. 
Musicalement, Les Anticipateurs empruntaient beaucoup aux rappeurs américains. Le groupe, qui a débuté en utilisant des faces B, collaborait depuis 2015 avec des producteurs de renom tels que Lex Luger (producteur) ou Scott Storch. Si leurs textes abordaient souvent les mêmes thématiques, leur son était éclectique dans le trap, le southern rap et le son west coast.
Après leur dernier album, il a fallu attendre près de 2 ans avant d'avoir des nouvelles du groupe. En avril 2022, le contenu de leur page Facebook et Instagram a été supprimé et elles ont été renommées TronelDiablo. En juin, la page publie enfin du nouveau contenu et on devine alors que MC Tronel se lance dans une carrière solo. Changeant complètement de style musical , MC Tronel, maintenant nommé Tronel, commence à publier des morceaux de rap complètement différents de ce qu'il faisait avec le groupe.

## Biographie

### Origines
Les personnages du groupe sont originaires de Saint-Joseph de Sorel,. MC Monak et MC Tronel sont les leaders et créateurs du groupe. C'est après avoir quitté sa ville natale de Sorel que MC Tronel rencontre MC Monak, qui traînait déjà à l'époque une solide réputation de dealer et de proxénète. Très vite, les deux rappeurs s'unissent et décident de créer le label indépendant Estiktelette Productions afin de blanchir leur argent. Les Anticipateurs reste, en date, la seule et unique signature du label.
À MC Monak et MC Tronel s'ajoutent par la suite Jean-Régis Lavoie, le producteur du groupe mais aussi Pic-Paquette de Nazareth, plus connu sous le nom de Big Jo La Légende, un vétéran de la rue devenu une figure de la ville de Saint-Joseph de Sorel. Ce dernier quittera le groupe en 2016 pour poursuivre une carrière solo.En 2011 ils ont rencontré dj Riz Boulet (dj Crowd) à Cap-Rouge qui est partie en 2015 pour être remplacé par un faux Boulet.

### Sapoud
En avril 2012, les Anticipateurs publient sur YouTube le clip Sapoud, un détournement du morceau Like Whoa! du rappeur américain Black Rob. Le terme « sapoud » fait référence à la cocaïne (pour sa texture poudreuse), la drogue favorite des Anticipateurs dont le morceau fait un éloge sans ambiguïtés. En six mois, le clip atteint les 700 000 vues,. En juillet 2018, il cumule 3,5 millions de vues. Sapoud est nommée parmi les cinq chansons de rap ayant marqué l'année 2012 par le site musical Feu à Volonté. Le groupe réalisera par la suite d'autres grands succès populaires. Les vidéoclips des morceaux Findsemaine et Steak dépassent aujourd'hui le million de vues, tout comme le morceau Ouin, posté sur Youtube en août 2015.

### Blanchissage
En novembre 2013, Les Anticipateurs publient sur YouTube le vidéoclip du morceau Blanchissage issu de leur album Tour du chapeau. La chanson nomme et insulte une bonne partie des rappeurs québécois du moment. Elle déclenchera une violente polémique dans le milieu hip-hop québécois local et entraînera une série de menaces envers le groupe de la part de certains des MCs visés. La liste de ces derniers est longue : Farfadet, Loco Locass, Omnikrom, Loud et Lary (du groupe Loud Lary Ajust), L'Assemblée, le 8-3, Alaclair, K6A, Manu Militari, Ale Dee, Taktika, Papaz, Narkoi Majestik et Koriass.
Cette chanson incendiaire entraîne rapidement plusieurs réponses : d'abord un morceau du groupe K6A intitulé Slapp'd Shut puis des menaces de la part du rappeur Sans Pression aussi connu sous le nom de Souverain Pontife qui interpelle Jean-Régis Lavoie via Facebook : « les choses vont devenir vrai tu vas pas me répondre avec des pingouins pis des cacas quand on va se croisé vous caché pas jsui là rien à foutre. » Le groupe Explicit se fend lui aussi d'une réponse à travers le morceau Trop fort pour la Ligue. Par ailleurs dans le vidéoclip de Blanchissage, Les Anticipateurs suppriment les propos injurieux concernant le rappeur Manu Militari qui apparaissent sur la version audio initiale. Le site de rap Word Up suppose alors que le groupe avait reçu des pressions mais cette information n'a pas été vérifiée. Le morceau Blanchissage est sélectionné par le site BRBRTFO.com comme l'un des dix meilleurs morceaux de rap québécois de l'année 2013.

### Bateaux Colombiens
En 2017, le groupe passe l'hiver en Colombie, à la recherche d'un nouveau souffle. Les pérégrinations vécues par Les Anticipateurs lors de ce voyage et leurs rencontres chaleureuses avec la gent féminine locale leur inspirent l'album Bateaux Colombiens, sorti en juin 2018. Outre les références habituelles à la cocaïne et à son conditionnement dans le cadre d'une activité de revente, cet opus qui marque un cap dans l'évolution musicale du groupe est truffé de références à Robert Bands, ancien manager du groupe, défini par MC Tronel comme "le meilleur de tous les temps". Les productions de l'album sont assurées par des instrumentalistes de renom, dont Scott Storch ou Lex Luger.

### Scène et l'art duturn-up
Sur scène, Les Anticipateurs affirment maîtriser « l'art du turn-up en tabarnak ». Le groupe est souvent accompagné de danseuses nues. Le groupe est notamment apparu au festival national OUMF en 2014, ainsi qu'aux FrancoFolies de Montréal en 2013 et 2016. À cette occasion, Les Anticipateurs faisait partie des groupes recommandés par le site de Radio Canada et leur prestation fut notée A- par le site spécialisé Feu à Volonté. Les Anticipateurs ont également organisé en septembre 2015 au TRH Bar de Montréal un concert doublé d'un casting pornographique pour la société AD4X dont les images ont fini dans le film X : Casting Party 6 avec Leena Rey, Brind Love et Arielle Bellerive. Les Anticipateurs collaborent désormais chaque été pour des castings similaires avec AD4X. 
En 2014, le groupe réalise sa première tournée européenne, se produisant notamment au 106 (Rouen, France) et au Nouveau Casino à Paris avec Booty Call Records. 
En décembre 2015, Les Anticipateurs font le bonheur de leurs fans en se produisant sur la scène du club montréalais Les Foufounes électriques aux côtés de Black Taboo, groupe satirique lui aussi, dont beaucoup identifient les membres comme les « pères spirituels » des Anticipateurs. 
En janvier 2018, le groupe effectue une tournée en France, se produisant à notamment à Rennes et au Chinois de Montreuil.

## Collaborations
Plusieurs personnages et entités artistiques de la scène montréalaise collaborent régulièrement avec Les Anticipateurs. Le producteur Tommy Kruise est un intime du groupe, qui a aussi travaillé avec le producteur High Klassified sur leur album Bateaux Colombiens. Mais Les Anticipateurs sont surtout connus pour être parmi les rares artistes rap québécois à s'offrir les services de grands noms de la production hip-hop américaine. Parmi leurs collaborateurs les plus prestigieux et réputés, on citera Scott Storch et Lex Luger (producteur), mais aussi Loud Lord, DJ Weedim, Marvy ou le producteur belge Dave Luxe.
Pour ce qui est des vidéoclips, Les Anticipateurs travaillent la plupart du temps avec le studio Craeon de Montréal,. Ils ont aussi collaboré le réalisateur québécois Baz pour la vidéo du morceau Le Quart du criss.
Le groupe fait régulièrement apparaître sur scène la pin-up québécoise Sabrina Sawyers qui a notamment accompagné Les Anticipateurs lors de leur première tournée européenne  sous le pseudonyme de Tétine Dion. Amateurs de films pornographiques et de danseuses nues, Les Anticipateurs ont invité dans le clip du morceau Steak les actrices X Kelly Summers et Amy Sweet.
En Fevrier 2019, ils s'affichent sur les réseaux sociaux  aux côtés de Lorenzo (rappeur) et annonce leur collaboration sur le titre "Nana" présent sur l'album "Sex In The City", sortie prevue le 23 Aout 2019.

## Discographie

### Albums studio
- 2014 : Tour du chapeau
- 2014 : Prolongation : Tirs de barrage
- 2016 : La Coupe
- 2016 : Match des étoiles
- 2017 : P.U.C.K. : Prophètes Universels de la chanson kebekoise
- 2018 : Bateaux Colombiens
- 2019 : Temple de la Renommée
- 2020 : Dieux Du Québec

### Mixtapes
- 2010 : Deep dans l'game
- 2011 : Jeu de puissance
- 2014 : Le Re-tour du chapeau avec Dave Luxe, Kaptain Cadillac, Kesmo, Chomsk', Dj Raze, YFM & Tommy Kruise
- 2014 : Paquetteville (Pic Paquette)
- 2015 : L'Antichambre
- 2015 : G.O.L.F. : Gangster original de la langue française

### Collaboration
- 2018 : Boulangerie française Vol.2 - DJ Weedim
- 2019 : Sex In The City - Lorenzo